# 医薬品・医療製品規制庁
イギリスの医薬品・医療製品規制庁（いやくひんいりょうせいひんきせいちょう、Medicines and Healthcare Products Regulatory Agency、MHRA）とは、イギリス保健省配下のエージェンシー（executive agency）。医薬品および医療機器の認可および安全性に責務を持つ。
MHRAは2003年に医薬品規制庁（Medicines Control Agency、MCA）および医療機器庁（Medical Devices Agency、MDA）を併合して発足した。2013年には国立生物製品基準規制機構（National Institute for Biological Standards and Control、NIBSC）を併合し、MHRA配下の１グループとなった。MHRAは900人以上のスタッフを抱えている。

## 組織構造
MHRAの組織は３つのセンターに分かれている
- MHRA Regulatory (医薬品および医療機器の規制を担う)
- Clinical Practice Research Datalink
- National Institute for Biological Standards and Control

## 業務
1. 市販された医薬品の副作用および医療機器事故について、その収集・調査・監査（Postmarketing surveillance）
2. 英国における医療製品の販売および供給について、その審査と認可
3. 医療機器メーカーが市販前に提出した規制スペックについて、それがデータ通りかを検証
4. 品質における医薬品サンプリング試験、および非認可製品についての安全性・品質を調査する品質管理システムの運営
5. ネット販売における偽薬品を調査し、必要であれば起訴
6. 医薬品および医療機器についての臨床試験基準を作成
7. 医薬品および医療機器に関する法的義務についての調査および指導
8. 医薬品および医療機器に関する安全使用についての広報
9. 臨床試験研究データベース（Clinical Practice Research Datalink）と英国薬局方の管理

EUの発足に伴い、MHRAと他国の機関は医薬品行政などで共同作業を行っている。

### 諮問委員会
MHRAは多くの専門家助言委員会を持っており、医薬品委員会（Commission on Human Medicine）や英国薬局方委員会（British Pharmacopoeia Commission）などがある。

#### 医薬品委員会
医薬品委員会（いやくひんいいんかい、Commission on Human Medicines）は、MHRAに設置された委員会である。2005年に医薬品委員会（Medicines Commission）および医薬品安全委員会（Committee on Safety of Medicines）を併合して誕生した。
委員会の責務には、英国政府の大臣に対しヒト向け医療製品に関する規制の諮問、安全・品質・効果性についての助言、医薬品副作用情報の調査および収集が含まれる。

## 財政
MHRAは、医療機器規制の費用は英国保健省より得ており、また医薬品規制の費用は製薬業界から得ている。このため一部の専門家によりMHRAは業界との距離が近すぎ独立性に欠けると指摘されることがある。